# 小行星6058
小行星6058（英語：6058 Carlnielsen）是一颗围绕太阳公转的小行星。1978年11月7日，舒爾特·巴斯、埃莉諾·赫琳在帕洛马山发现了此天体。
这颗小行星的绝对星等为53.5134457012543等。